# Rozrazil Dilleniův

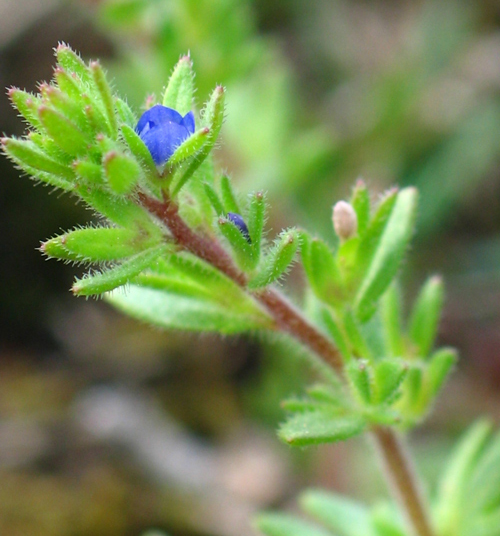
Detail

Rozrazil Dilleniův (Veronica dillenii) je jeden z několika stovek druhů téměř celosvětově rozšířeného rodu rozrazil. Je to nízká, planě rostoucí rostlina, která již na jaře kvete drobnými, sytě modrými květy.

## Rozšíření
Jeho hlavní areál výskytu se nachází v Evropě, od Francie na západě po Ural na východě a od Baltského moře na severu po Středozemní moře na jihu. Byl zavlečen do Severní a Střední Ameriky.
V České republice se rozrazil Dilleniův vyskytuje poměrně hojně v nížinách a teplých pahorkatinách severozápadních a středních Čech i jižní a střední Moravy, v chladnějších středních polohách se váže nejčastěji na hrany a svahy říčních údolí. Vyrůstá hlavně na suchých, obvykle mělkých, písčitých či hlinitých půdách, ve skalnatých loukách a výslunných stráních, ve stepích a na kyprých okrajích lesů. V nížinách roste hlavně na kyselých podkladech, ve vyšších polohách i na vápnitých. Jako rostlina s poměrně nízkou konkurenceschopností vyrůstá přednostně na místech s nezapojenou vegetací.
Je diagnostickým druhem společenstev jarních efemér svazů Arabidopsion thalianae a písčin svazu Corynephorion canescentis. Podle "Florabase.cz" se rozrazil Dilleniův v ČR vyskytuje:

## Popis
Jsou to jednoleté byliny se žláznatými chlupy. Jejich oblé lodyhy vyrůstající z tenkého žlutavého kořene jsou vysoké 8 až 25 cm, přímé, zelené, ve spodní části často načervenalé a u báze chlupaté. Nejsou větvené nebo se větví až těsně pod květenstvím. Na lodyze vstřícně vyrůstají tmavě zelené, poměrně masité, chlupaté listy které jsou úzce vejčité až kopinaté. Jejich čepele jsou dlouhé 7 až 15 mm a široké 5 až 12 mm, spodní jsou krátce řapíkaté a celistvé, horní přisedlé peřenodílné až peřenosečné.
Do koncového mnohokvětého, silně žláznatě chlupaté květenství jsou seskupeny drobné oboupohlavné květy vyrůstající na krátkých stopkách z úžlabí listenů které jsou tvarem podobné nejhořejším listům a směrem vzhůru se ztenčují.
Čtyři nestejné tupě špičaté kališní lístky jsou na bázi krátce srostlé. Tmavomodrá čtyřčetná kolovitá koruna široká 4 až 5 mm je kratší kalichu a má velmi krátkou trubku. Dvě tyčinky, mající nitky srostlé s korunní trubkou, jsou kratší než koruna a nesou tmavě modré prašníky. Vytrvalá čnělka je rovná nebo mírně zakřivená, bývá dlouhá 1 až 1,5 mm a nese půlkulovitou modrou až fialovou bliznu. Kvete od dubna do května.
Zploštělé dvoupouzdré ledvinovité tobolky jsou při okraji jemně chlupaté, vyrůstají na krátkých stopkách, jsou širší (do 5,5 mm) než delší (do 4,5 mm) a ční z nich vytrvalá čnělka přesahující zářez tobolky. Obsahují plochá, hladká, žlutá semena v obrysu široce eliptická, až 1,5 mm dlouhá a 1 mm široká.

## Možnost záměny
Nejblíže podobný je rozrazil jarní který ale je nižší, nemá tolik chlupů v květenství a jeho prašníky a blizny jsou bělavé, čnělka je kratší a nepřesahuje zářez tobolky.

## Ohrožení
Podle BÚ AV ČR je rozrazil Dilleniův řazen do kategorie (C4a), tj. mezi druhy vyžadující si do budoucna zvláštní pozorností.